# Wapen van Beverwijk
Het wapen van Beverwijk is een wapen dat meermalen is herzien. Het wapen van Beverwijk is het enige Nederlandse gemeentelijke wapen dat wordt omgeven door een wapenmantel. Deze wapenmantel is zeer ongebruikelijk, een wapenmantel is in de heraldiek doorgaans voorbehouden aan leden van de adel, de paus en Rijkswapens

## Geschiedenis
In het wapen komen meerdere symbolen samen. De drie lelies komen al in de oudste wapens van Beverwijk (in de vorm van zegels) voor: in 1322 gebruikte Beverwijk een zegel waarin 4 lelies naast elkaar en boven een wapenschild staan.
In 1548 en 1561 zijn zegels gebruikt die drie lelies naast elkaar hebben, maar onder de lelies drie golven en boven de lelies drie onduidelijke figuren (mogelijk hanen) en daarboven weer een barensteel. In deze periode werd ook nog een ander zegel gebruikt met alleen de drie lelies. In 1601 werd een zegel gebruikt waarin 4 leeuwen staan met daaronder golven boven een barensteel en drie lelies in het schildhoofd. Deze drie lelies staan in de formatie van 2 + 1. Deze zegel heeft ook schildhouders: twee naakte jongetjes, die een baldakijn ophouden. Een zegel uit 1615 heeft dezelfde voorstelling, echter zonder schildhouders, maar wel met een gevleugeld hoofd boven het schild.

## Herkomst
De leeuwen in het wapen komen van het wapen van de heer Jan van Beaumont, heer van Blois en Wijk. Beverwijk was van de 14e tot de 18e eeuw de hoofdplaats van het baljuw Wijk. De lelies stammen nog van het oude Beverwijk uit de 14e eeuw.

## Blazoen
Er zijn drie blazoenen bekend van de stad dan wel gemeente Beverwijk bekend. Het eerste door de Hoge Raad van Adel 26 juni 1816 toegekende blazoen luidt als volgt: 
Een schild van keel, beladen en chef met 3 goude lelien, staande 2 en 1; het onderste met 4 leeuwen van goud. Een lambel van zilver met 3 pendanten over het gehele schild. Het wapen gedekt met een tent van lazuur, gecierd van goud en vastgehouden ter weerskanten door een engel.
Het tweede wapen is van 10 november 1899 waarbij een aantal veranderingen plaats hebben gevonden, o.a. de schildhouders zijn vervangen. De beschrijving van 10 november 1899 luidt als volgt: 
In goud onder een los staanden barensteel van azuur vier leeuwen, de eerste en vierde van sabel, getongd en genageld van keel, de tweede en derde van keel, getongd en genageld van azuur (Beaumont); een schildhoofd van keel, beladen met drie naast elkander geplaatste lelien van zilver (van Beverwijk) en een golvende schildvoet, golvend gedwarsbalkt van vier stukken, beurtelings lazuur en zilver.Het schild geplaatst op een onderstel van natuurlijke houtskleur en gehouden door twee naakte jongetjes, die ter weerszijde een wit gevoerde en met gouden franjes omzoomde mantel met baldakijn van azuur ophouden.
Deze beschrijving is op 24 oktober 1936 gewijzigd, echter het wapen zelf is ongewijzigd. Er was een nieuwe beschrijving nodig omdat de gemeente Beverwijk samen was gegaan met de gemeente Wijk aan Zee en Duin.

## Vergelijkbare wapens
De volgende (voormalige) gemeentewapens hebben overeenkomsten met het wapen van de gemeente Beverwijk:

Het wapen van Wijk aan Zee en Duin
Het wapen van het baljuwschap Blois
Het wapen van Ilpendam
Het wapen van Koog aan de Zaan
Het wapen van Krommenie
Het wapen van Limmen
Het wapen van Uitgeest
Het wapen van Westzaan
Het wapen van Wormerveer
Het wapen van Zaandam
Het wapen van Zaandijk
Het wapen van Zaanstad